# Psammophilus dorsalis
Espèce
Synonymes
- Agama dorsalis Gray, 1831

Statut de conservation UICN

 LC  : Préoccupation mineure
Psammophilus dorsalis est une espèce de sauriens de la famille des Agamidae.

## Répartition
Cette espèce est endémique d'Inde. Elle se rencontre au Bihar, en Orissa, au Madhya Pradesh, au Karnataka, en Andhra Pradesh, au Tamil Nadu et au Kerala.

## Description

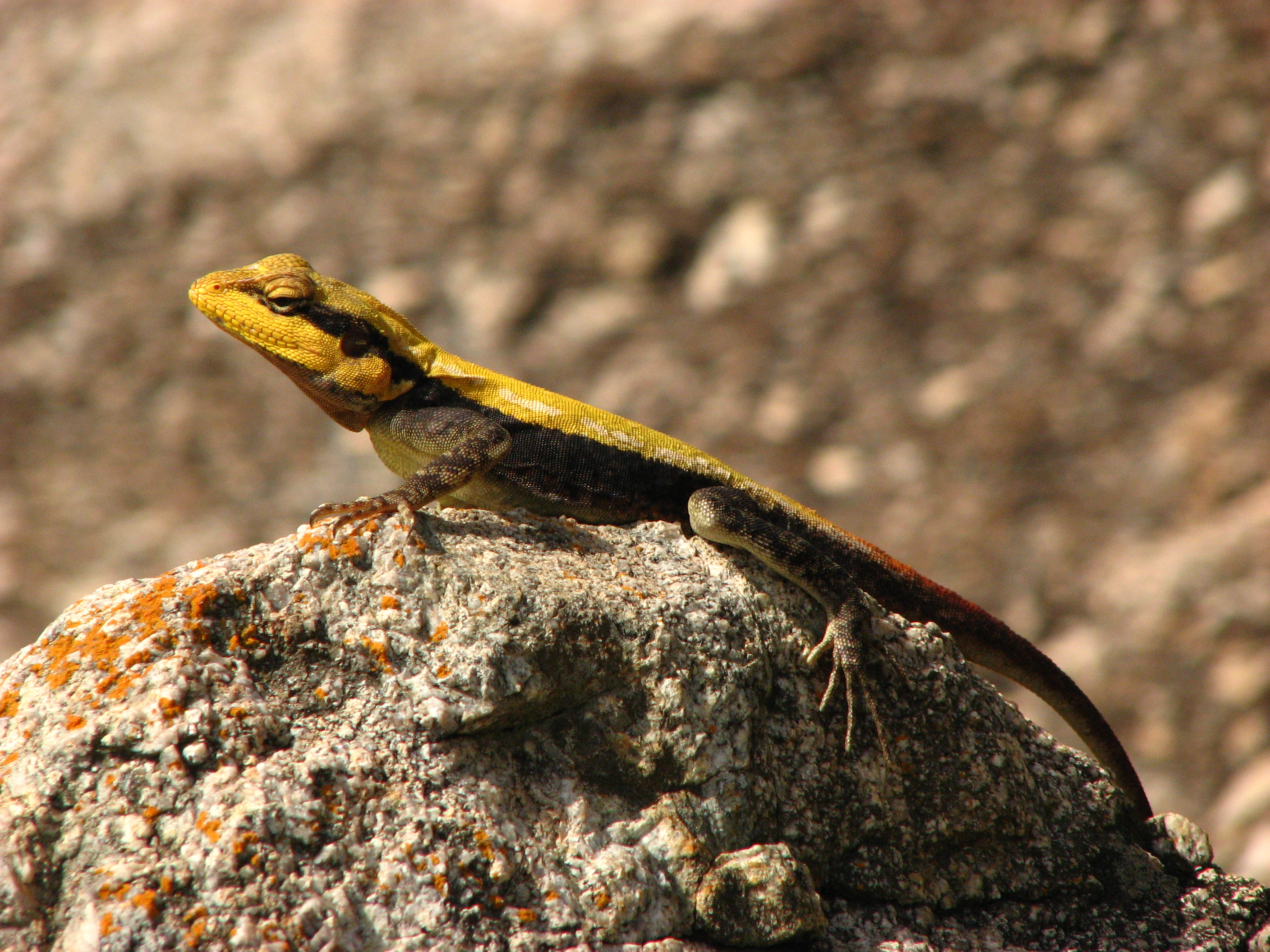
Psammophilus dorsalis mâle

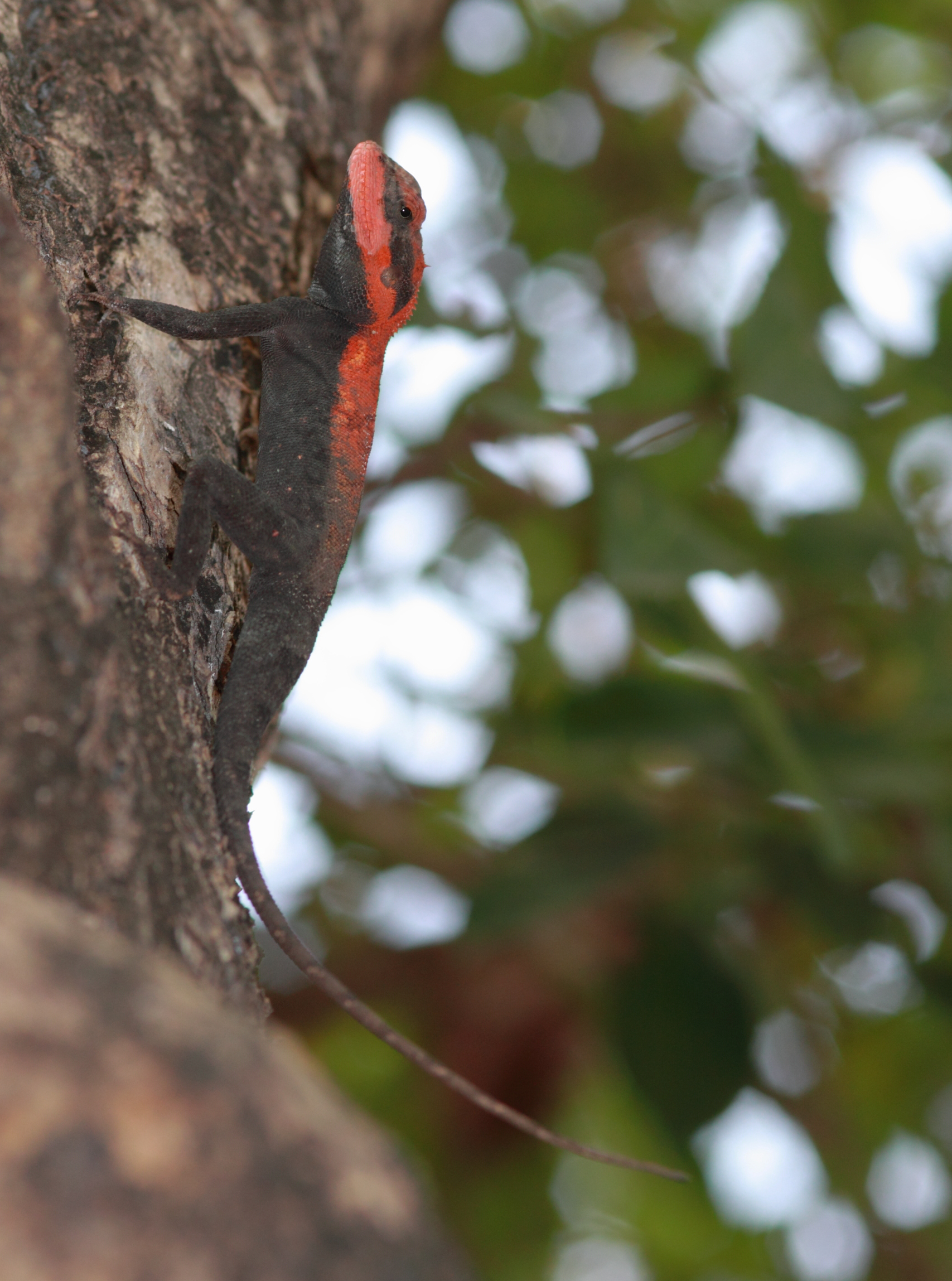
Psammophilus dorsalis

Les jeunes et les femelles sont brun-olive tacheté de brun foncé, avec des taches blanches de chaque côté du dos. Les mâles sont brun pâle sur la tête avec une bande plus sombre passant par l'œil. Le dessous du corps est jaune, marbré de gris sur la gorge. Les mâles font 13 centimètres sans la queue, cette dernière pouvant atteindre 20 centimètres. Les femelles sont plus petites.
Durant la période de reproduction les mâles prennent une couleur rouge à jaune marqué sur la tête et le dessus du dos − sauf la bande passant sur l'œil − et le reste du corps devient presque noir.
Ces lézards se prélassent sur les rochers et consomment divers insectes et arthropodes.

## Publication originale
- Gray, 1831 "1830" : A synopsis of the species of Class Reptilia. The animal kingdom arranged in conformity with its organisation by the Baron Cuvier with additional descriptions of all the species hither named, and of many before noticed, V Whittaker, Treacher and Co., London, vol. 9, Supplement, p. 1-110 (texte intégral).